# Nvidia Tesla

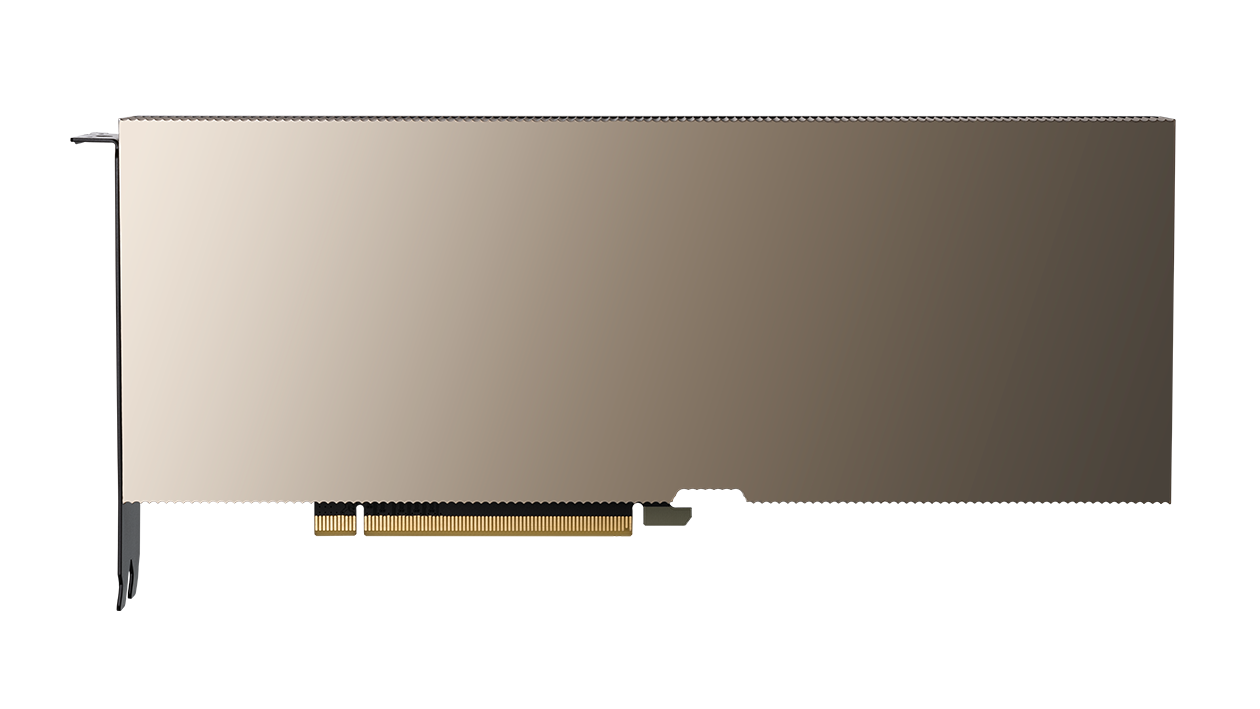
Графический процессор Nvidia Tesla A100

Nvidia Tesla — название семейства вычислительных систем NVIDIA на основе графических процессоров с архитектурой CUDA, которые могут быть использованы для научных и технических вычислений общего назначения. Tesla не может полностью заменить обычный универсальный процессор, но позволяет использовать вычислительный ресурс множества своих ядер для решения определенного круга ресурсоёмких задач (вести параллельную обработку данных). Примерами таких задач могут служить симуляция свёртывания молекул белка, секвенирование ДНК, моделирование погоды, анализ финансового риска и т. п.
Системы Tesla впервые появились на рынке с выходом графического чипа NVIDIA восьмого поколения — G80. Tesla строится на базе обычных графических процессоров, но, в отличие от видеоускорителей, не имеет средств вывода изображения на дисплей. Являясь своего рода сопроцессором, Tesla может использоваться для создания вычислительных систем на базе персональных компьютеров, а также в составе серверов и вычислительных кластеров.
Предлагая свой продукт для рынка высокопроизводительных кластеров, NVIDIA заявляет, что преимуществом гетерогенных вычислительных систем с Tesla является большая энергоэффективность и меньшая стоимость (как недостаток можно рассматривать меньшую универсальность).

## Спецификации и конфигурации
Модели Tesla 2007 года на базе GPU G80 (единственная группа карт без поддержки операций над 64-битными числами с плавающей точкой):
- Tesla C870 — карта для рабочих станции (1 GPU)
- Tesla D870 — приставной суперкомпьютер (2 GPU)
- Tesla S870 — сервер (4 GPU)

Модели Tesla на базе GT200 (2008—2009 год):
- Tesla C1060 — карта для рабочих станции (1 GPU)
- Tesla S1070 — сервер (4 GPU)
- Tesla S1075 — сервер (4 GPU)
- Quadro Plex 2200 D2 (2 GPU)
- Quadro Plex 2200 S4 (4 GPU)

Модели Tesla на базе GF100 и GF110 (2011 год):
- Tesla C2050, M2050 — карта для рабочих станции (1 GPU)
- Tesla C2070, C2075, M2070 — карта для рабочих станции (1 GPU)
- Tesla M2090 — карта на основе GF110
- Tesla S2050, S2070 — сервер (4 GPU)

На базе архитектуры Kepler предлагаются модели 2012—2014 годов:
- Tesla K10 (2× GK104)
- Tesla K20, K20x (1× GK110)
- Tesla K40 (1× GK110B)
- Tesla K80 (2× GK210)

В 2015 году были представлены модели на базе микроархитектуры Maxwell:
- M4 (1× GM206)
- M6 (1× GM204)
- M10 (4× GM107)
- M40 (1× GM200)
- M60 (2× GM204)

Чипы Pascal служили основой для карт 2016—2017 годов:
- P4 (1× GP104), PCIe
- P6 (1× GP104), MXM
- P40 (1× GP102), PCIe
- P100 (1× GP100), NVLink
- P100 (1× GP100, 16 или 12 ГБ ОЗУ), PCIe

В 2017 году появилась модель на базе Volta — Tesla V100, в виде PCIe и NVLink карт.
В 2018 году представлена карта Tesla T4 на базе Turing.
| Описание                                          | Модель       | Количество GPU | Частота ядра, МГц | Шейдерные процессоры | Шейдерные процессоры | Память                       | Память               | Память                | Память                | Память                     | Теоретическая производительность, гигафлопс | Теоретическая производительность, гигафлопс | Теоретическая производительность, гигафлопс | Вычислительные способности | TDP, Вт | Примечания/формфактор                       |
| Описание                                          | Модель       | Количество GPU | Частота ядра, МГц | Количество           | Частота, МГц         | Пропускная способность, ГБ/с | Стандарт видеопамяти | Шина видеопамяти, бит | Объём видеопамяти, МБ | Частота (эффективная), МГц | Одинарная точность, всего (MUL+ADD+SF)      | Одинарная точность, MAD (MUL+ADD)           | Двойная точность, FMA                       | Вычислительные способности | TDP, Вт | Примечания/формфактор                       |
| ------------------------------------------------- | ------------ | -------------- | ----------------- | -------------------- | -------------------- | ---------------------------- | -------------------- | --------------------- | --------------------- | -------------------------- | ------------------------------------------- | ------------------------------------------- | ------------------------------------------- | -------------------------- | ------- | ------------------------------------------- |
| Вычислительный модуль на основе GPU               | C870         | 1              | 600               | 128                  | 1350                 | 76,8                         | GDDR3                | 384                   | 1536                  | 1600                       | 518,4                                       | 345,6                                       | 0                                           | 1,0                        | 170,9   | АТХ видеокарта                              |
| Приставной суперкомпьютер                         | D870         | 2              | 600               | 2×128 (256)          | 1350                 | 153,6                        | GDDR3                | 384                   | 3072                  | 1600                       | 1036,8                                      | 691,2                                       | 0                                           | 1,0                        |         | Приставная система или в стойку             |
| Вычислительный модуль на основе GPU               | S870         | 4              | 600               | 4×128 (512)          | 1350                 | 307,2                        | GDDR3                | 384                   | 6144                  | 1600                       | 2073,6                                      | 1382,4                                      | 0                                           | 1,0                        |         | 1U Rack                                     |
| 2-е поколение Tesla-процессоров                   | C1060        | 1              | 602               | 240                  | 1300                 | 102,4                        | GDDR3                | 512                   | 4096                  | 1600                       | 933,12                                      | 622,08                                      | 77,76                                       | 1,3                        | 187,8   | ATX видеокарта IEEE 754-2008 FMA            |
| 2-е поколение Вычислительный модуль на основе GPU | S1070        | 4              | 602               | 4×240 (960)          | 1440                 | 409,6                        | GDDR3                | 512                   | 16384                 | 1600                       | 4147,2                                      | 2764,8                                      | 345,6                                       | 1,3                        |         | Одноюнитовая стойка IEEE 754—2008 FMA       |
| 3-е поколение Tesla-процессор                     | C2050        | 1              | 575               | 448                  | 1150                 | 144                          | GDDR5                | 384                   | 3072                  | 3000                       | 1288                                        | 1030,4                                      | 515,2                                       | 2,0                        | 238     | Полноразмерная видеокарта IEEE 754—2008 FMA |
| 3-е поколение Tesla-процессор                     | C2070        | 1              | 575               | 448                  | 1150                 | 144                          | GDDR5                | 384                   | 6144                  | 3000                       | 1288                                        | 1030,4                                      | 515,2                                       | 2,0                        | 247     | Полноразмерная видеокарта IEEE 754—2008 FMA |
| M2050 Вычислительный модуль на основе GPU         | M2050        | 1              | 575               | 448                  | 1150                 | 148,4                        | GDDR5                | 384                   | 3072                  | 3092                       | 1288                                        | 1030,4                                      | 515,2                                       | 2,0                        | 225     | Вычислительный модуль IEEE 754—2008 FMA     |
| M2070/M2070Q Вычислительный модуль на основе GPU  | M2070/M2070Q | 1              | 575               | 448                  | 1150                 | 150,336                      | GDDR5                | 384                   | 6144                  | 3132                       | 1288                                        | 1030,4                                      | 515,2                                       | 2,0                        | 225     | Вычислительный модуль IEEE 754—2008 FMA     |
| S2050 1U Вычислительная система на основе GPU     | S2050        | 4              | 575               | 4×448 (1792)         | 1150                 | 4×148,4 (593,6)              | GDDR5                | 384                   | 12288                 | 3092                       | 5152                                        | 4121,6                                      | 2060,8                                      | 2,0                        | 900     | 1U Rack IEEE 754—2008 FMA                   |